# 函館東郵便局
函館東郵便局（はこだてひがしゆうびんきょく）は北海道函館市にある郵便局である。
民営化以前の分類では集配普通郵便局であった。

## 概要
住所：〒042-8799 北海道函館市湯川町2-9-1

## 沿革
- 1875年（明治8年）1月22日 - 湯ノ川（ゆのかわ）郵便局（五等）として開設[1]。
- 1879年（明治12年）7月 - 下湯ノ川郵便局に改称。
- 1887年（明治20年）3月31日 - 廃止[2]。
- 1898年（明治31年）8月1日 - 下湯川郵便受取所として再設置[3]、為替・貯金取扱を開始[4]。
- 1903年（明治36年）4月1日 - 下湯川郵便電信受取所に改称[5]。
- 1905年（明治38年）4月1日 - 下湯川郵便局（三等）に改称[6]。
- 1906年（明治39年）1月1日 - 湯川郵便局に改称[7]。
- 1963年（昭和38年）7月16日 - 函館市湯川町二丁目から同市駒場町に移転、函館東郵便局に改称[8]。特定郵便局から普通郵便局に局種別改定[9]。
- 1966年（昭和41年）8月14日 - 和文電報配達、欧文電報受付・配達、国際電報受付・配達の各事務を函館電話局東分局に移管。
- 1985年（昭和60年）11月11日 - 函館市駒場町から同市湯川町二丁目（現局舎）に移転[10]。
- 1986年（昭和61年）3月3日 - 銭亀郵便局[11]から集配業務を移管[12]。
- 1998年（平成10年）9月1日 - 外国通貨の両替および旅行小切手の売買に関する業務取扱を開始。
- 2007年（平成19年）10月1日 - 民営化に伴い、併設された郵便事業函館東支店に一部業務を移管。
- 2011年（平成23年）10月11日 - 郵便事業函館北支店から「041-0841、0843、0844」区域の集配業務を郵便事業函館東支店に移管。
- 2012年（平成24年）10月1日 - 日本郵便株式会社の発足に伴い、郵便事業函館東支店を函館東郵便局に統合。

## 取扱内容
- 郵便、印紙、ゆうパック、内容証明
- 貯金、為替、振替、振込、国際送金、外貨両替・トラベラーズチェック、国債、投資信託
- 生命保険、バイク自賠責保険、自動車保険
- 地方公共団体事務（函館市電車バスカードの販売。イカすカードを参照）
- ゆうちょ銀行ATM
- 函館市内の一部地域（平成の大合併前の函館市の東部地域：〒042-09xx、041-0841、0843、0844）の集配業務
- ゆうゆう窓口

## 周辺
- 湯の川温泉
- 函館市役所 湯川支所
- 函館市民会館
- 函館競馬場
- 国道278号

## アクセス
- 函館市電 湯の川温泉電停から徒歩約4分
- 函館バス 湯の川温泉電停前停留所下車
- 駐車場あり：13台